# Чеховской, Анатолий Иосифович
Анатолий Иосифович Чеховской (1933, с. Иванов, Калиновский район, Винницкая область, Украинская ССР, СССР — 1993, Рузаевский район, Кокшетауская область, Казахстан) — тракторист-комбайнёр совхоза «Рузаевский» Рузаевского района Кокчетавской области, Казахская ССР. Герой Социалистического Труда (1966). Член КПСС.

## Биография
Родился в 1933 году в крестьянской семье в селе Иванов Калиновского района Винницкой области.
После Великой Отечественной войны окончил ремесленном училище. Трудился в Киеве.
В 1952—1955 годах проходил срочную службу в Советской Армии.
После армии окончил школу механизации сельского хозяйства в Винницкой области и отправился на освоение целины на Северный Казахстан. С 1957 года — тракторист-комбайнёр совхоза «Рузаевский» Рузаевского района.
Ежегодно перевыполнял план по обработке целинных земель. Добивался высоких урожаев зерновых на обслуживаемых участках. За успехи, достигнутые в увеличении производства и заготовок пшеницы, ржи, гречихи, проса, риса, кукурузы и других зерновых и кормовых культур удостоен звания Героя Социалистического Труда указом Президиума Верховного Совета СССР от 23 июня 1966 года с вручением ордена Ленина и золотой медали «Серп и Молот».
В последующие годы показывал высокие трудовые показатели, за что в декабре 1972 года был награждён вторым Орденом Ленина.
Проработал в совхозе «Рузаевский» до выхода на пенсию в 1993 году. Скончался в этом же году.
Награды
- Герой Социалистического Труда
- Орден Ленина — дважды (23.06.1966; 13.12.1972)
- Орден Октябрьской Революции (19.02.1981)
- Орден Трудового Красного Знамени (24.12.1976)